# Arrondissement Amiens
Amiens is een arrondissement van het Franse departement Somme in de regio Hauts-de-France. De onderprefectuur is Amiens.

## Kantons
Het arrondissement was tot 2014 samengesteld uit de volgende kantons:
- Kanton Acheux-en-Amiénois
- Amiens 1e kanton (Ouest)
- Amiens 2e kanton (Nord-Ouest)
- Amiens 3e kanton (Nord-Est)
- Amiens 4e kanton (Est)
- Amiens 5e kanton (Sud-Est)
- Amiens 6e kanton (Sud)
- Amiens 7e kanton (Sud-Ouest)
- Amiens 8e kanton (Nord)
- Kanton Bernaville
- Kanton Boves
- Kanton Conty
- Kanton Corbie
- Kanton Domart-en-Ponthieu
- Kanton Doullens
- Kanton Hornoy-le-Bourg
- Kanton Molliens-Dreuil
- Kanton Picquigny
- Kanton Poix-de-Picardie
- Kanton Villers-Bocage

Na de herindeling van de kantons met uitwerking in maart 2015 zijn dat :
- Kanton Ailly-sur-Noye (deel 32/54)
- Kanton Ailly-sur-Somme
- Kanton Albert (deel 26/67)
- Kanton Amiens-1
- Kanton Amiens-2
- Kanton Amiens-3
- Kanton Amiens-4
- Kanton Amiens-5
- Kanton Amiens-6
- Kanton Amiens-7
- Kanton Corbie (deel 33/40)
- Kanton Doullens (deel 41/44)
- Kanton Flixecourt
- Kanton Gamaches (deel 1/36)
- Kanton Moreuil (deel 1/43)
- Kanton Poix-de-Picardie